# CCL22
La quimiocina (motiu C-C motiu) lligand 22 (CCL22) és una petita citocina pertanyent a la família CC de quimiocines, també és coneguda amb altres diversos noms, que inclouen llos de quimiocina macròfag-deriva (MDC) i proteïna quimiotàctica de cèl·lules T estimulades (STCP-1). Es tracta d'un quimioatrallent per cèl·lules T, monòcits, cèl·lules dentrítiques derivades de monòcits, i cèl·lules NK activades. La CCL22 és secretada per cèl·lules dendrítiques i macròfags i obtenen un efecte en les seves cèl·lules diana mitjançant la interacció amb receptors de quimiocines en la superfície cel·lular, com el receptor CCR4. El gen que codifica la CCL22 es localitza en el cromosoma 16 en humans, en un cluster amb altres quimiocines anomenades CX3CL1 i CCL17